# Dejan Savićević
Dejan Savićević (Montenegrijns: Дејан Савићевић) (Titograd, 15 september 1966) is een voormalig Montenegrijns profvoetballer en tegenwoordig voorzitter van de Montenegrijnse voetbalbond.

## Clubcarrière
Savićević is vooral bekend vanwege zijn periodes als speler bij Rode Ster Belgrado en AC Milan. Met deze clubs won hij vele prijzen, waaronder de Champions League. Savićević streek in de zomer van 1992 op 25-jarige leeftijd neer in Milaan. Ruud Gullit was het grootste slachtoffer van zijn komst. Trainer-coach Fabio Capello gaf steeds vaker de voorkeur aan de Joegoslaaf. Uiteindelijk groeide Savićević uit tot de nieuwe nummer 10 van AC Milan. Onder zijn leiding won Milan in het voorjaar van 1994 in Athene de finale van de Europa Cup ten koste van Johan Cruijffs Dream Team van Barcelona: 4-0. Savićević verdient in Italië de bijnaam Il Genio ("Het Genie").

## Interlandcarrière
Savićević was actief voor Joegoslavië op de WK's van 1990 en 1998. Hij speelde in totaal 56 interlands (22 doelpunten) voor de nationale ploeg. Hij maakte zijn debuut op 29 oktober 1986 in de EK-kwalificatiewedstrijd tegen Turkije (4-0) in Split, waar hij na 55 minuten inviel voor Haris Škoro. Savićević nam in dat duel het derde en voorlaatste doelpunt voor zijn rekening. De overige drie treffers kwamen op naam van aanvoerder Zlatko Vujović. Andere debutanten in die wedstrijd waren doelman Mauro Ravnić, Refik Šabanadžović, Radmilo Mihajlović en Semir Tuce. Zijn 56ste en laatste interland volgde op 9 oktober 1999, toen Joegoslavië het in Zagreb opnam tegen Kroatië. Dat beladen duel eindigde in een 2-2 gelijkspel. Savićević viel na 73 minuten in voor aanvaller Predrag Mijatović. Voorafgaand aan het duel werd Savićević voor zijn hotel in Zagreb door een voorbijganger uitgekafferd. Op zijn beurt schold hij de passant de huid vol. De scène werd vereeuwigd in de film Het laatste Joegoslavische elftal van Vuk Janić.
| Interlanddoelpunten | Interlanddoelpunten | Interlanddoelpunten | Interlanddoelpunten       | Interlanddoelpunten | Interlanddoelpunten | Interlanddoelpunten | Interlanddoelpunten |
| #                   | Datum               | Locatie             | Wedstrijd                 | Goal(s)             | Score               | Uitslag             | Wedstrijd           |
| ------------------- | ------------------- | ------------------- | ------------------------- | ------------------- | ------------------- | ------------------- | ------------------- |
| 1                   | 29/10/1986          | Split               | Joegoslavië – Turkije     | 75'                 | 3 – 0               | 4 – 0               | EK-kwalificatie     |
| 2                   | 11/12/1988          | Belgrado            | Joegoslavië – Cyprus      | 13'                 | 1 – 0               | 4 – 0               | WK-kwalificatie     |
| 3                   | 11/12/1988          | Belgrado            | Joegoslavië – Cyprus      | 33'                 | 2 – 0               | 4 – 0               | WK-kwalificatie     |
| 4                   | 11/12/1988          | Belgrado            | Joegoslavië – Cyprus      | 82'                 | 4 – 0               | 4 – 0               | WK-kwalificatie     |
| 5                   | 23/08/1989          | Kuopio              | Finland – Joegoslavië     | 51'                 | 2 – 2               | 2 – 2               | Oefeninterland      |
| 6                   | 27/02/1991          | Istanboel           | Turkije – Joegoslavië     | 51'                 | 1 – 1               | 1 – 1               | Oefeninterland      |
| 7                   | 04/09/1991          | Stockholm           | Zweden – Joegoslavië      | 33'                 | 1 – 1               | 4 – 3               | Oefeninterland      |
| 8                   | 04/09/1991          | Stockholm           | Zweden – Joegoslavië      | 66'                 | 2 – 2               | 4 – 3               | Oefeninterland      |
| 9                   | 04/09/1991          | Stockholm           | Zweden – Joegoslavië      | 75'                 | 3 – 3               | 4 – 3               | Oefeninterland      |
| 10                  | 16/10/1991          | Landskrona          | Faeröer – Joegoslavië     | 80'                 | 0 – 2               | 0 – 2               | EK-kwalificatie     |
| 11                  | 13/11/1991          | Wenen               | Oostenrijk – Joegoslavië  | 39'                 | 0 – 2               | 0 – 2               | EK-kwalificatie     |
| 12                  | 12/11/1995          | San Salvador        | El Salvador – Joegoslavië | 31' (pen.)          | 0 – 2               | 1 – 4               | Oefeninterland      |
| 13                  | 12/11/1995          | San Salvador        | El Salvador – Joegoslavië | 42'                 | 1 – 3               | 1 – 4               | Oefeninterland      |
| 14                  | 12/11/1995          | San Salvador        | El Salvador – Joegoslavië | 60'                 | 1 – 4               | 1 – 4               | Oefeninterland      |
| 15                  | 24/04/1996          | Belgrado            | Joegoslavië – Faeröer     | 3'                  | 1 – 0               | 3 – 1               | WK-kwalificatie     |
| 16                  | 24/04/1996          | Belgrado            | Joegoslavië – Faeröer     | 29'                 | 2 – 0               | 3 – 1               | WK-kwalificatie     |
| 17                  | 02/06/1996          | Belgrado            | Joegoslavië – Malta       | 70' (pen.)          | 5 – 0               | 6 – 0               | WK-kwalificatie     |
| 18                  | 02/06/1996          | Belgrado            | Joegoslavië – Malta       | 72'                 | 6 – 0               | 6 – 0               | WK-kwalificatie     |
| 19                  | 08/06/1997          | Belgrado            | Joegoslavië – Slowakije   | 17'                 | 1 – 0               | 2 – 0               | WK-kwalificatie     |
| 20                  | 11/10/1997          | Ta' Qali            | Malta – Joegoslavië       | 44'                 | 0 – 3               | 0 – 5               | WK-kwalificatie     |
| 21                  | 29/10/1997          | Boedapest           | Hongarije – Joegoslavië   | 9'                  | 0 – 3               | 1 – 7               | WK-kwalificatie     |
| 22                  | 05/09/1999          | Belgrado            | Joegoslavië – Macedonië   | 77'                 | 3 – 1               | 3 – 1               | EK-kwalificatie     |

## Trainerscarrière
Savićević had van 2001 tot 2003 de leiding over de nationale ploeg van Joegoslavië, dat vanaf 2002 verder ging onder de naam Servië en Montenegro. Hij had de ploeg in totaal 25 duels onder zijn hoede. Savićević stapte op na de 2–1 nederlaag in en tegen Azerbeidzjan op 11 juni 2003, die er mede toe bijdroeg dat de ploeg zich niet wist te kwalificeren voor het EK voetbal 2004 in Portugal. Dat was de vijfde nederlaag op rij. Hij werd opgevolgd door Ilija Petković.

## Erelijst
Rode Ster Belgrado
- Europacup I: 1990/91
- Wereldbeker voor clubteams: 1991
- Prva Liga: 1989/90, 1990/91, 1991/92
- Beker van SFR Joegoslavië: 1989/90
- Beker van FR Joegoslavië: 1998/99

 AC Milan
- Serie A: 1992/93, 1993/94, 1995/96
- Supercoppa Italiana: 1993, 1994
- UEFA Champions League: 1993/94
- Europese Supercup: 1994

Individueel
- Ballon d'Or: tweede in 1991
- AC Milan Hall of Fame
- Beste Atleet van SFR Joegoslavië: 1991
- Beste Atleet van Omnisportvereniging Rode Ster Belgrado: 1991
- SFR Joegoslavisch Voetballer van het Jaar: 1995
- De Zesde Ster van Rode Ster Belgrado als deel van het kampioenselftal in 1991

## Trivia
Savićević maakte het eerste officiële doelpunt in de Amsterdam ArenA na de opening van het stadion in 1996. De wedstrijd Ajax-AC Milan eindigde toen in 0–3.